# Yohualtepec
Yohualtepec är en ort i Mexiko.   Den ligger i kommunen Tezonapa och delstaten Veracruz, i den sydöstra delen av landet, 270 km öster om huvudstaden Mexico City. Yohualtepec ligger 106 meter över havet och antalet invånare är 106.
Terrängen runt Yohualtepec är varierad. Runt Yohualtepec är det ganska tätbefolkat, med 56 invånare per kvadratkilometer. Närmaste större samhälle är Cosolapa, 16,4 km nordost om Yohualtepec. I omgivningarna runt Yohualtepec växer huvudsakligen savannskog.